# Sân bay Casale
Sân bay Casale (tiếng Ý: Aeroporto di Brindisi Papola-Casale) (IATA: BDS, ICAO: LIBR) hay Sân bay Salento (Aeroporto del Salento) là một sân bay ở Brindisi, một thành phố ở vùng Apulia (Puglia) Italia. Sân bay này hiện có 2 đường băng rải nhựa đường.

## Các hãng hàng không và các tuyến điểm
Hiện có các hãng hàng không sau đang hoạt động tại sân bay Casale:
- Alitalia (Milano-Linate, Roma-Fiumicino)
- Myair (Bologna, Milan-Malpensa)
- Ryanair (London-Stansted)